# Ед Дамазин
Ед Дамазин (Ad Damazin) је главни град државе Плави Нил у Судану. Универзитет Плавог Нила (Jameat Al Neel Alazraq) је јавни универзитет који се налази у Ад-Дамазину, основан 1995. године.